# فايز شمسين
فايز بلال شمسين (12 يوليو 1992) هو لاعب كرة قدم لبناني محترف يلعب في مركز مهاجم لنادي أنصار.

## الإحصائيات
| ت | تاريخ          | مكان                                         | الخصم  | نتيجة | حصيلة | منافسة                 |
| - | -------------- | -------------------------------------------- | ------ | ----- | ----- | ---------------------- |
| 1 | 16 أكتوبر 2012 | ملعب صيدا البلدي، صيدا، لبنان                | اليمن  | 2-1   | 2-1   | ودي                    |
| 2 | 16 يونيو 2015  | ملعب لاوس الوطني الجديد، فيينتيان، لبنان     | لاوس   | 2-0   | 2-0   | تصفيات كأس العالم 2018 |
| 3 | 10 نوفمبر 2016 | ملعب مدينة كميل شمعون الرياضية، بيروت، لبنان | فلسطين | 1–0   | 1–1   | ودي                    |

## روابط خارجية
- فايز شمسين على موقع قاعدة بيانات كرة القدم.إي يو (الإنجليزية)
- فايز شمسين على موقع ناشيونال فوتبول تيمز (الإنجليزية)
- فايز شمسين على موقع Soccerway.com (الإنجليزية)
- فايز شمسين على موقع عالم كرة القدم.نت (الإنجليزية)
- فايز شمسين على موقع AS.com (الإسبانية)